# Haiti ai Giochi della XXXI Olimpiade
Haiti ha partecipato ai Giochi della XXXI Olimpiade, che si sono svolti a Rio de Janeiro, Brasile, dal 5 al 21 agosto 2016, con una delegazione di dieci atleti impegnati in sette discipline. Portabandiera alla cerimonia di apertura è stato il trentottenne lottatore Asnage Castelly, alla sua prima Olimpiade.
Si è trattato della diciassettesima partecipazione di questo paese ai Giochi estivi. Non sono state conquistate medaglie.